# دراژن لادیچ
دراژن لادیچ (کرواتی: Dražen Ladić؛ زادهٔ ۱ ژانویهٔ ۱۹۶۳) یک بازیکن فوتبال، و دروازه‌بان اهل کرواسی است.
از باشگاه‌هایی که در آن بازی کرده‌است می‌توان به دینامو زاگرب اشاره کرد.
وی همچنین در تیم ملی فوتبال کرواسی بازی کرده‌است.